# Svojetín
Svojetín (Duits: Swojetin of Zwogetin) is een Tsjechische gemeente in de regio Midden-Bohemen en maakt deel uit van het district Rakovník, 12 km ten westen van de gelijknamige stad.
Svojetín telt 366 inwoners.

## Geografie
De gemeente Svojetín bestaat uit de volgende plaatsen:
- Svojetín
- Veclov

## Geschiedenis
Archeologische vondsten achter huis 59, waaronder een stenen bijl, wijzen erop dat Svojetín al in de Paleolithicum bewoond werd. De eerste schriftelijke vermelding dateert van 1250, toen de aanspraak van het cisterciënzer klooster in Plasy werd bevestigd in een oorkonde van Paus Inocentius IV. Svojetín behoorde echter niet tot het klooster, maar was een vrij dorp.
Volgens de legende zou de Slavische leider Svojata aan de grenzen van het stamgebied van de Přemysliden met de militante Lučany een versterkte nederzetting hebben gebouwd, waaruit later het dorp is ontstaan.
In 1318 was het dorp eigendom van een zekere Jenec van Svojetín en aan het eind van de 14e eeuw van een zekere Klečka van Svojetín en zijn vrouw Anna van Janovice. Hun zoon Václav Klečka Jr. werd in 1407 wegens diefstal gevangen gezet. Daarna behoorde het dorp toe aan de koninklijke kerk. In de jaren 1520 droeg Keizer Sigismund het dorp over aan Peter en Ctibor van Kačice. Daarna was het in handen van Oldřich van Svojetín, vanaf 1445 aan Albrecht Krakovský van Kolovrat, en na hem aan zijn zoon Jindřich. Zijn zonen verdeelden alle grond die zij in eigendom hadden, waarna Svojetín en Veclov in handen kwam van Jan Kolovrat-Krakovský. Hij liet twee vijvers aanleggen bij Svojetín, maar in 1533 moest Jan de grond wegens schulden afstaan aan Mikulas Polenský. In 1538 verkocht Polenský de grond aan Jan Myšek van Žlunice, die het in 1539 weer doorverkocht aan aan Albrecht van Wallenstein. Daarna was het eigendom van de heren van Šlovice, die het in 1557 samenvoegden met het landgoed Olešná.
Tijdens de Dertigjarige Oorlog wisselde het dorp telkens van eigenaar. Nadat Karel Chotek van Chotkov de kant van de Saksen koos en werd verslagen, nam Albrecht van Wallenstein het bezit van Chotkov over en verkocht Svojetín aan de keizerlijke kolonel Tobias Minor.
In 1655 waren er 13 boerderijen en zes huizen in Svojetín, maar vier ervan waren verlaten. Later vestigden Duitse immigranten zich in deze huizen.
In 1757 waren er 15 hofsteden in het dorp. In 1776 werd een Duitse school opgericht in huis nr. 46.
In 1843 waren er in Svojetín 64 huizen met 455 Duitstalige inwoners, de kapel van Sint Jan van Nepomuk, een middelbare school, een armenhuis, een hopkwekerij en een kolenmijn. In 1847 werd een onafhankelijke school gesticht.
In 1918 verkochten de Fürstenbergs het dorp aan de stad Rakovník. In 1919 werd in Svojetín een politiepost opgericht. Nadat bij de volkstelling van 1919 61 Tsjechische kinderen in het dorp waren geregistreerd, werd in september 1919 in Svojetín een Tsjechische school opgericht, aanvankelijk in het gebouw van de Duitse school. In 1921 woonden er 552 Tsjechen en 482 Tsjechische Duitsers in het dorp. In 1925 kreeg de Tsjechische school een nieuw gebouw. Naast klaslokalen voor twee klassen met 44 leerlingen bood het gebouw ook onderdak aan een Tsjechische kleuterschool. In 1925 werd een stoomhoutzagerij in bedrijf genomen.
In 1930 woonden er 1083 mensen in Svojetín; in 1932 waren dat er 1039. Na het Verdrag van München in 1938 hoorden Svojetín en Janov bij het Duitse rijk, terwijl het Tsjechisch sprekende deel van Povlčín in bij Bohemen bleef en bij Milostíno werd gevoegd. In 1939 telde Svojetín 824 inwoners. Tot het einde van de Tweede Wereldoorlog behoorde het dorp tot de regio Žatec.
Na de oorlog werd het grootste deel van de Duitse bevolking verdreven en werd Svojetín weer bij het district Rakovník gevoegd. Op 12 augustus 1950 werd het dorp Janov afgescheiden van Svojetín om een aparte gemeente te vormen. In 1961 werd Veclov bij Svojetín gevoegd.
In 1965 telde het dorp 415 inwoners en in 1999 nog slechts 307.

## Verkeer en vervoer

### Wegen
De weg II/227 Rakovník - Žatec loopt door het dorp. De weg II/221 Podbořany - Svojetín eindigt in het dorp.

### Spoorlijnen

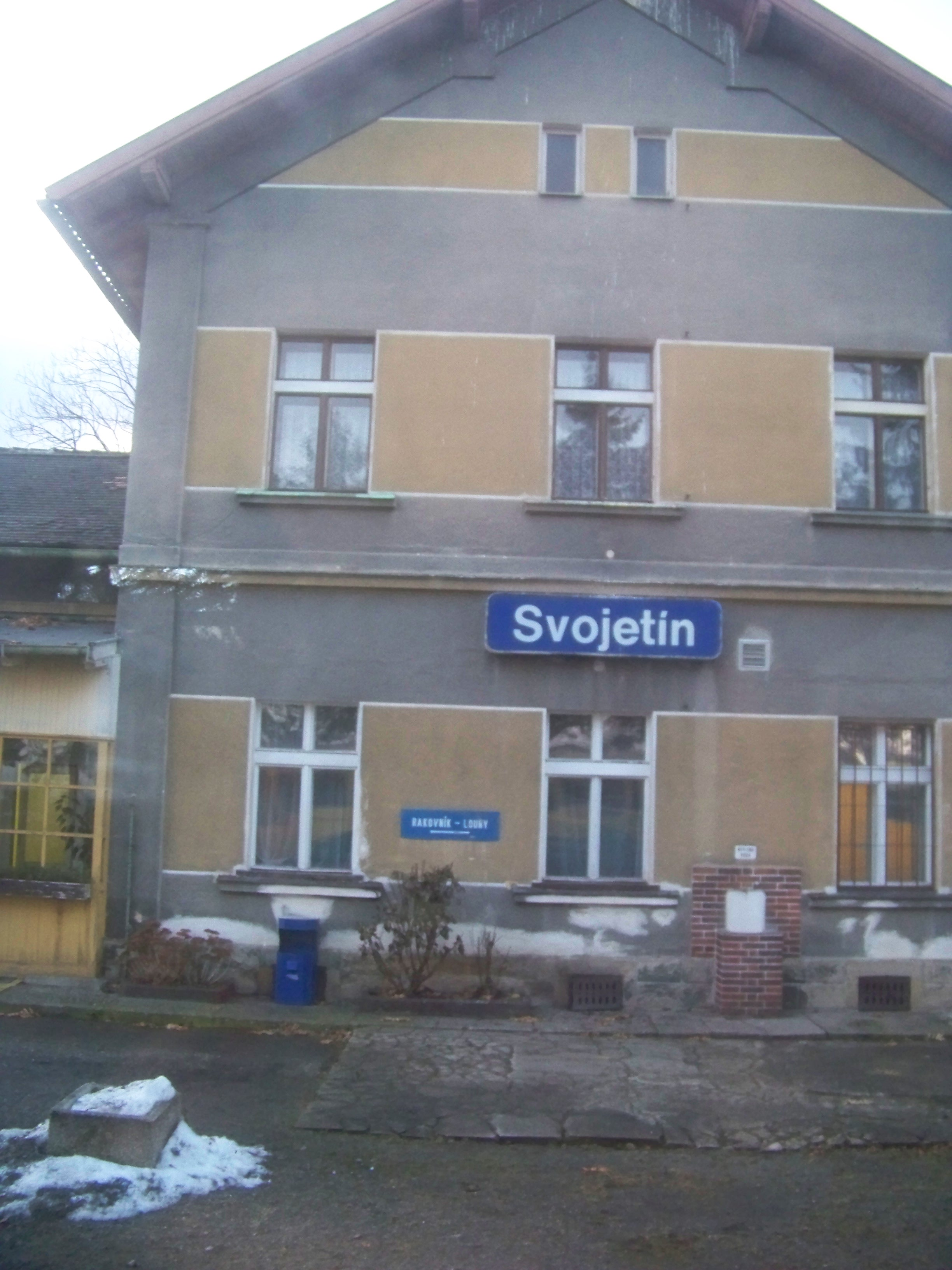
Station Svojetín

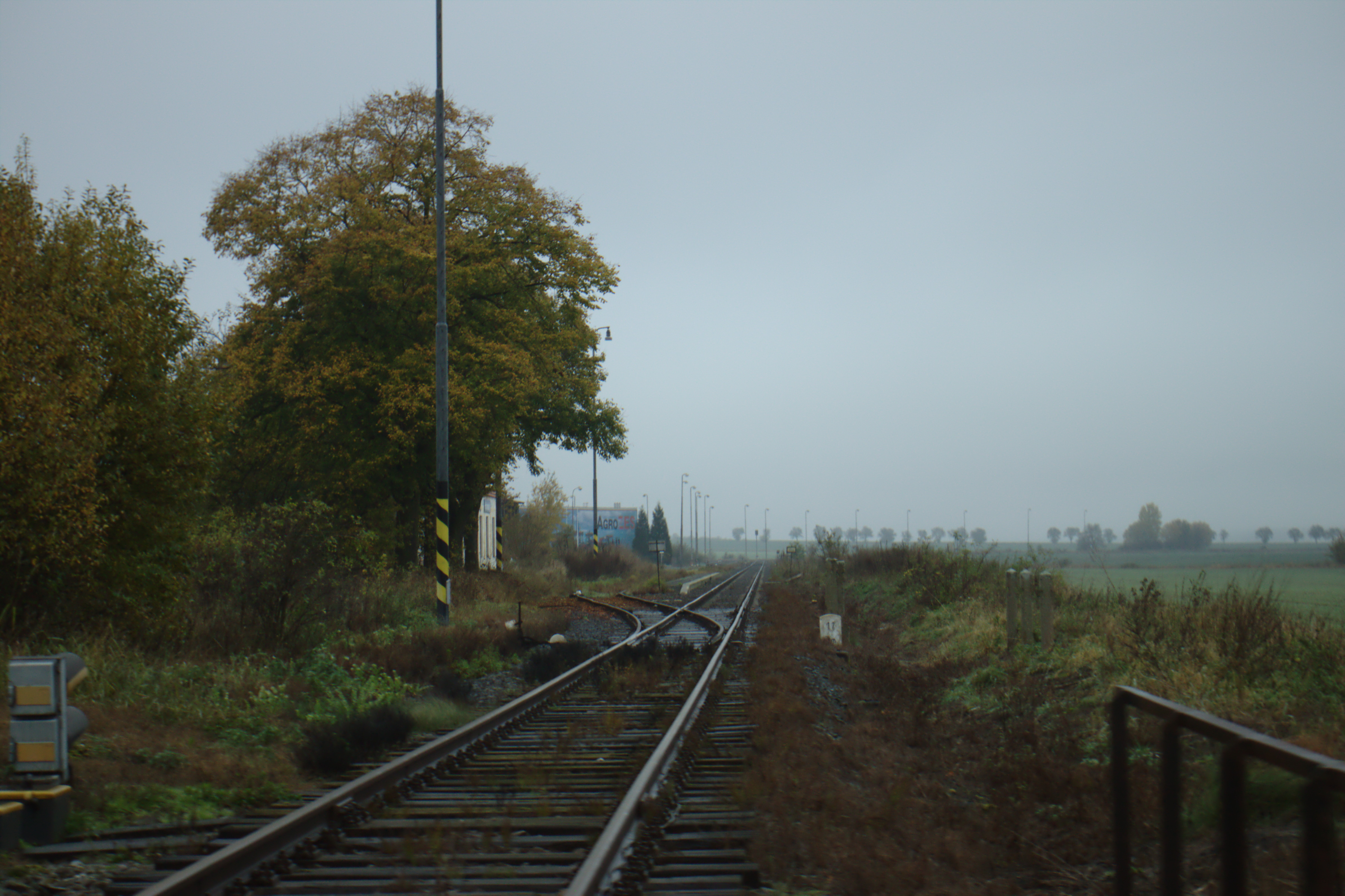
Station Veclov

Station Svojetín ligt aan spoorlijn 126 Rakovník - Louny. De lijn is enkelsporig en maakt deel uit van het hoofdnetwerk. Het station opende in 1904, samen met de rest van de lijn.
Langs dezelfde spoorlijn ligt station Veclov bij het gelijknamige gehucht, wat eveneens tot de gemeente Svojetín behoort.
Er rijden dagelijks 10 treinen in beide richtingen.

### Buslijnen
Er rijden op werkdagen drie buslijnen door het dorp:
- Lijn ??? Svojetín - Kounov (vervoerder: Transdev Střední Čechy)
- Lijn ??? Rakovník - Kounov - Mutějovice (vervoerder: Transdev Střední Čechy)
- Lijn ??? Žatec - Praag (vervoerder: DPÚK).

Alle lijnen rijden twee keer per dag één rit in beide richtingen. In het weekend rijdt er geen bus door het dorp.

## Bezienswaardigheden

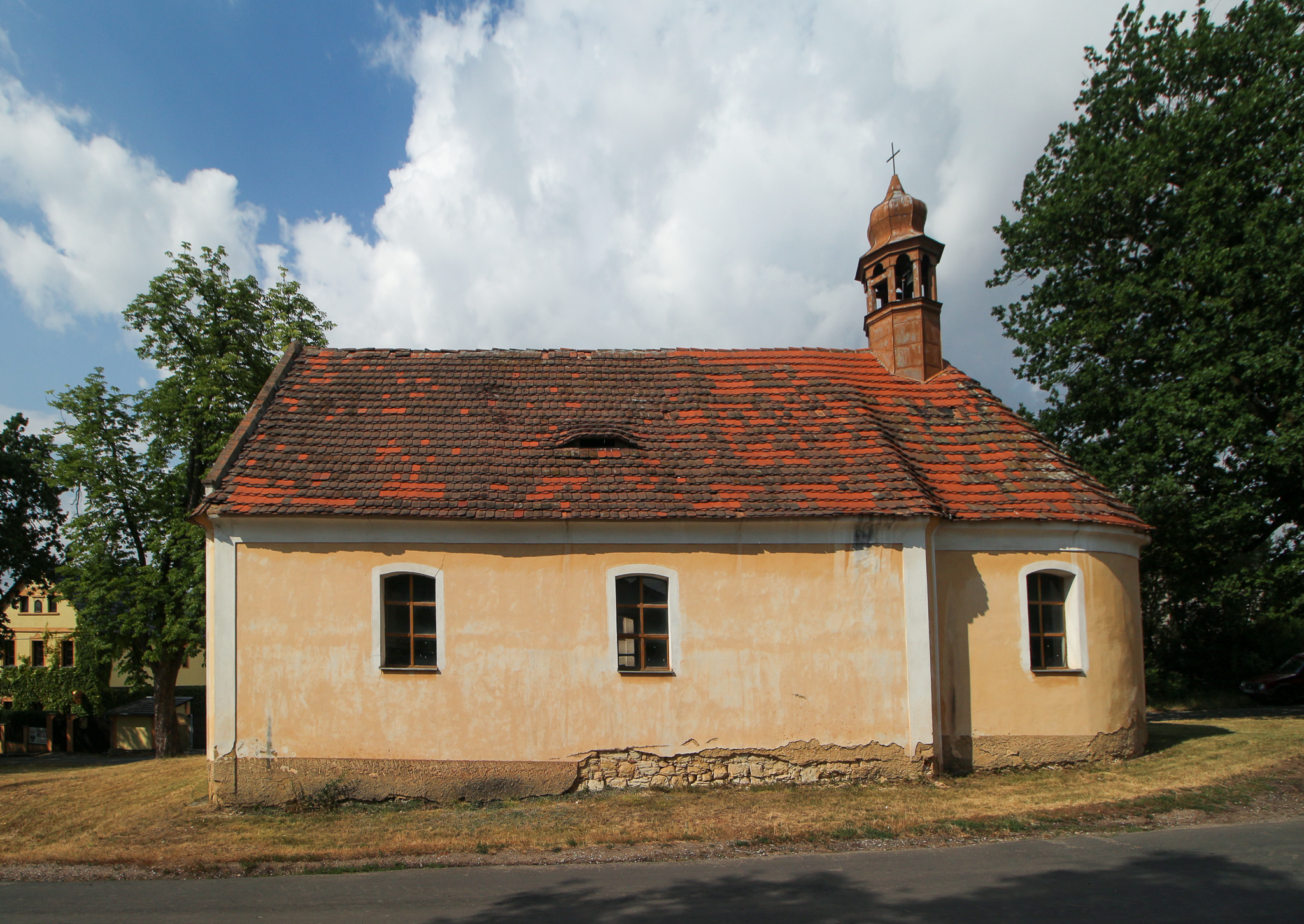
Johannes van Nepomukkapel

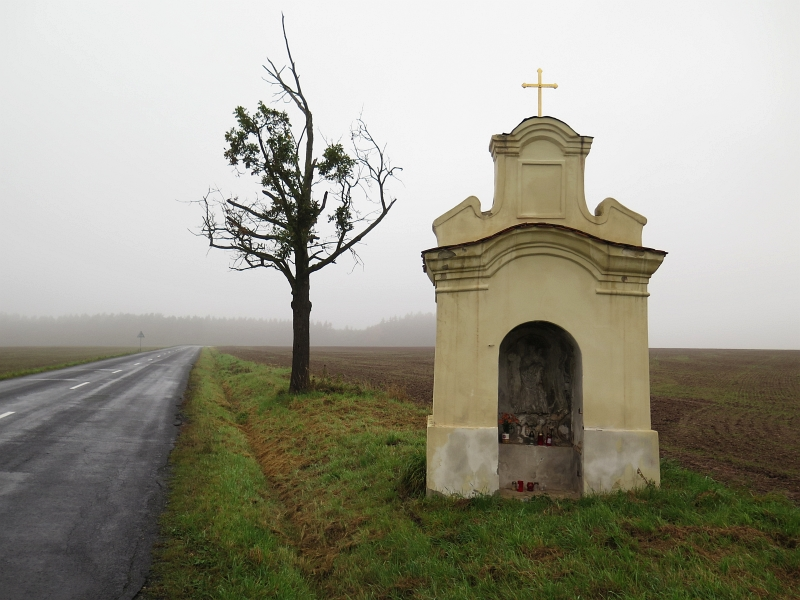
Mariakapel

- De Johannes van Nepomukkapel in barokstijl uit 1721-1722, gebouwd voor Peter Arnost van Mollart
- De zogeheten pestzuil, toegewijd aan Sint-Roch, opgetuigd in 1714 als dank voor het redden van het dorp van een pestepidemie
- Een kapel bij de weg van Svojetín naar Veclov, gebouwd in 1725
- De Mariakapel, ten noorden van het dorp op de weg naar Žatec, gebouwd in 1804 door Josef Bart uit Svojetín
- De historische eik bij het gemeentehuis
- De Allerheiligenkerk in Veclov

Ongeveer twee kilometer ten zuidwesten van Svojetín ligt de 14e-eeuwse vesting Eik, heden ten dage een monument.

## Galerij

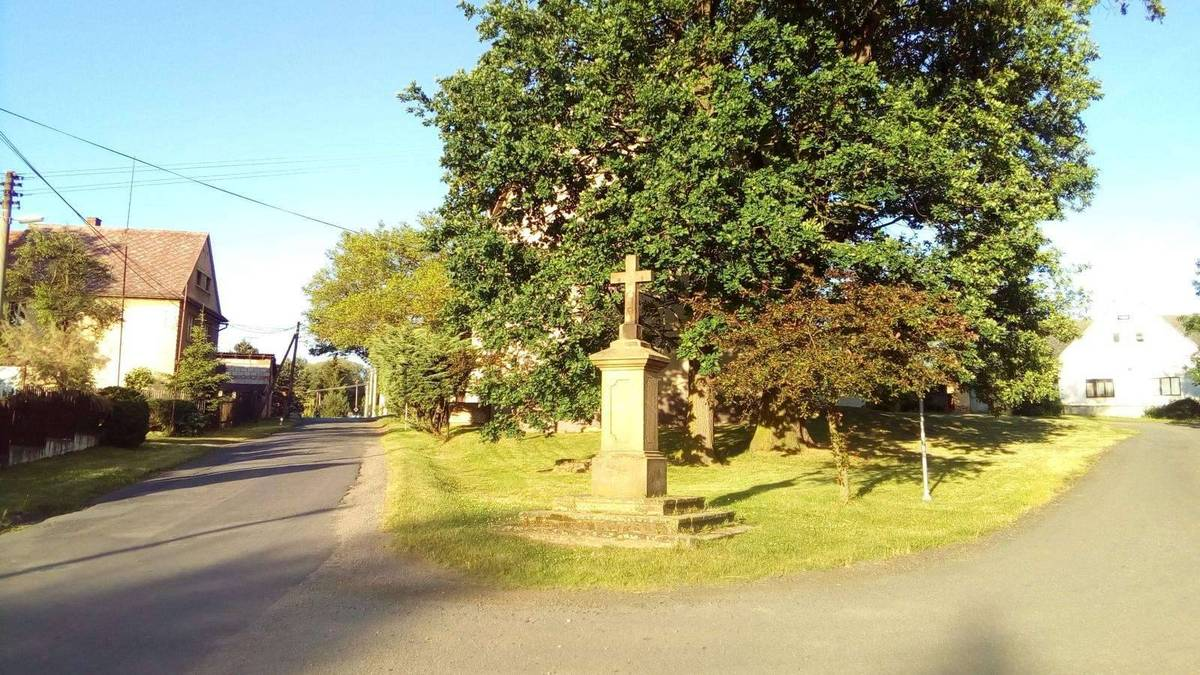
Heilig kruis in Svojetín
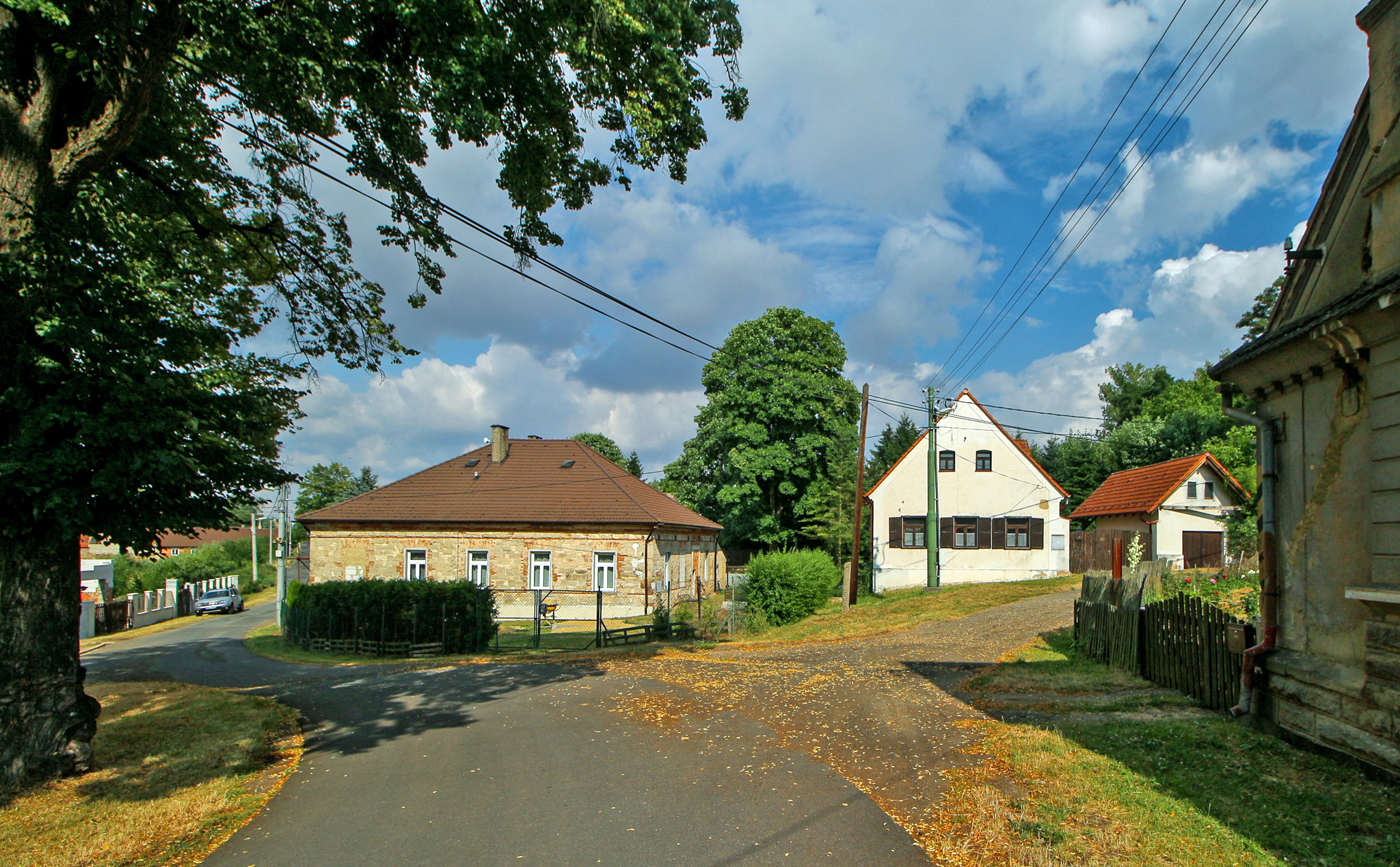
Straat op een heuvel in Veclov
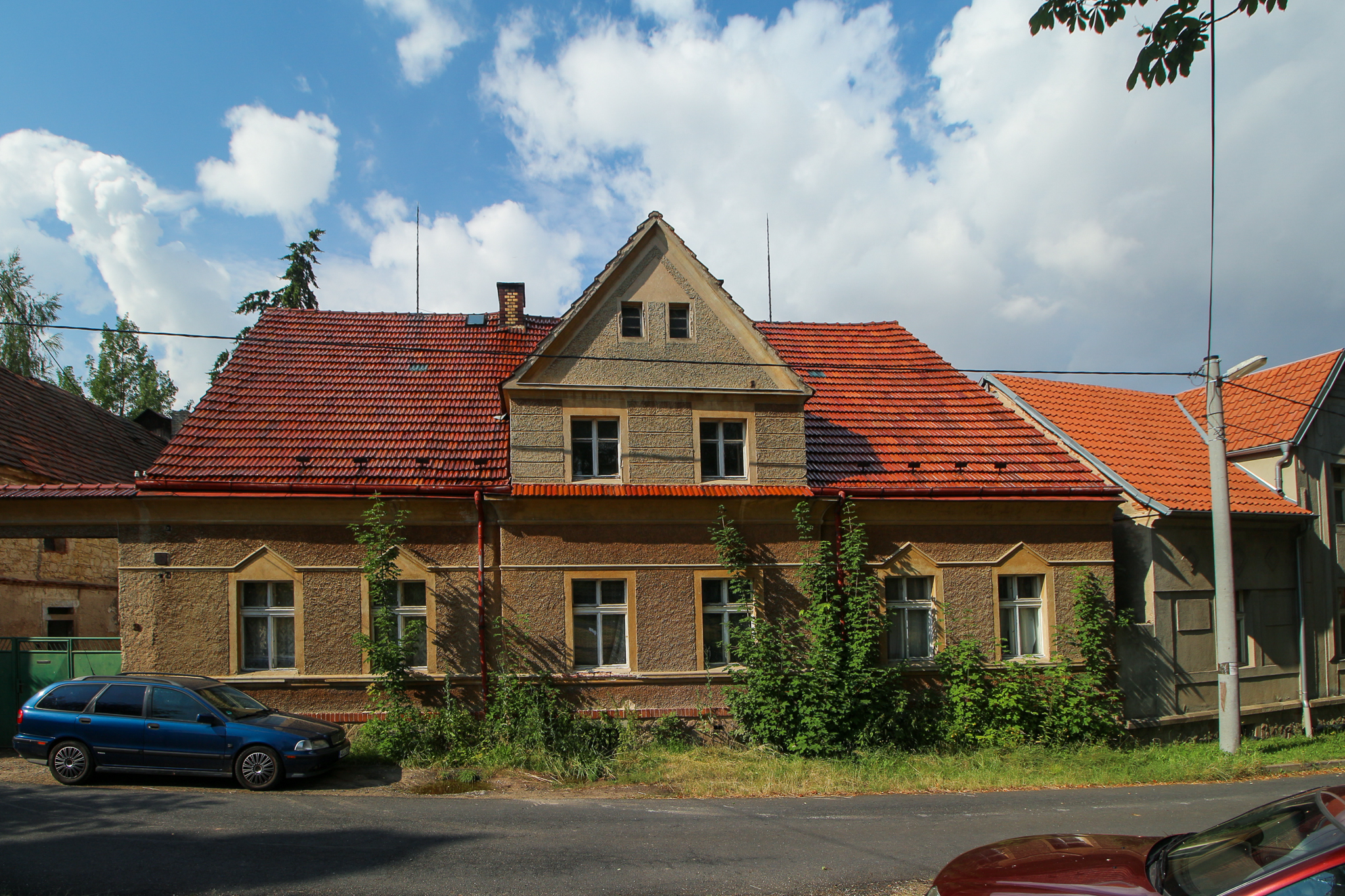
Groot huis in Veclov
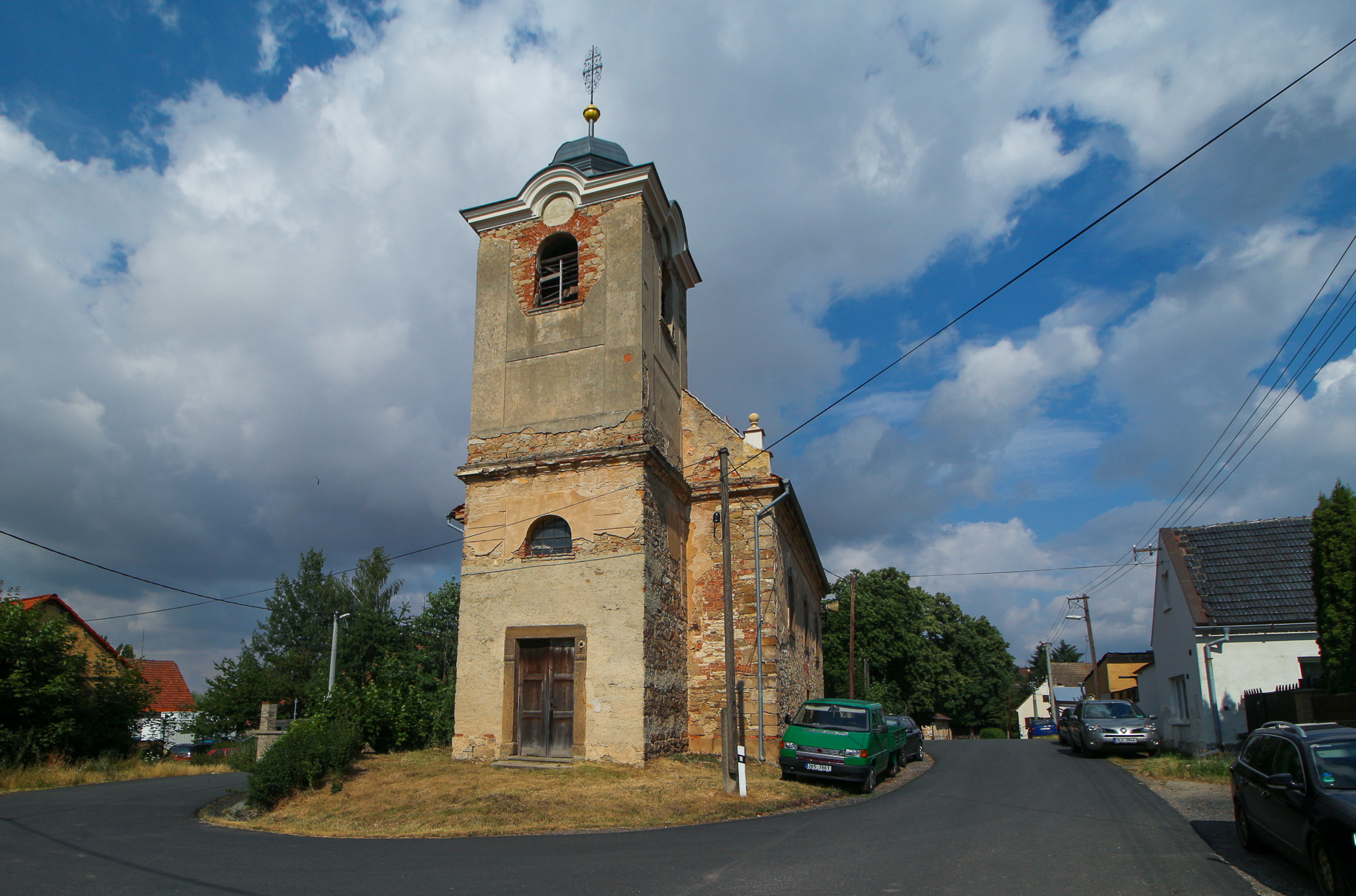
Allerheiligenkerk in Veclov
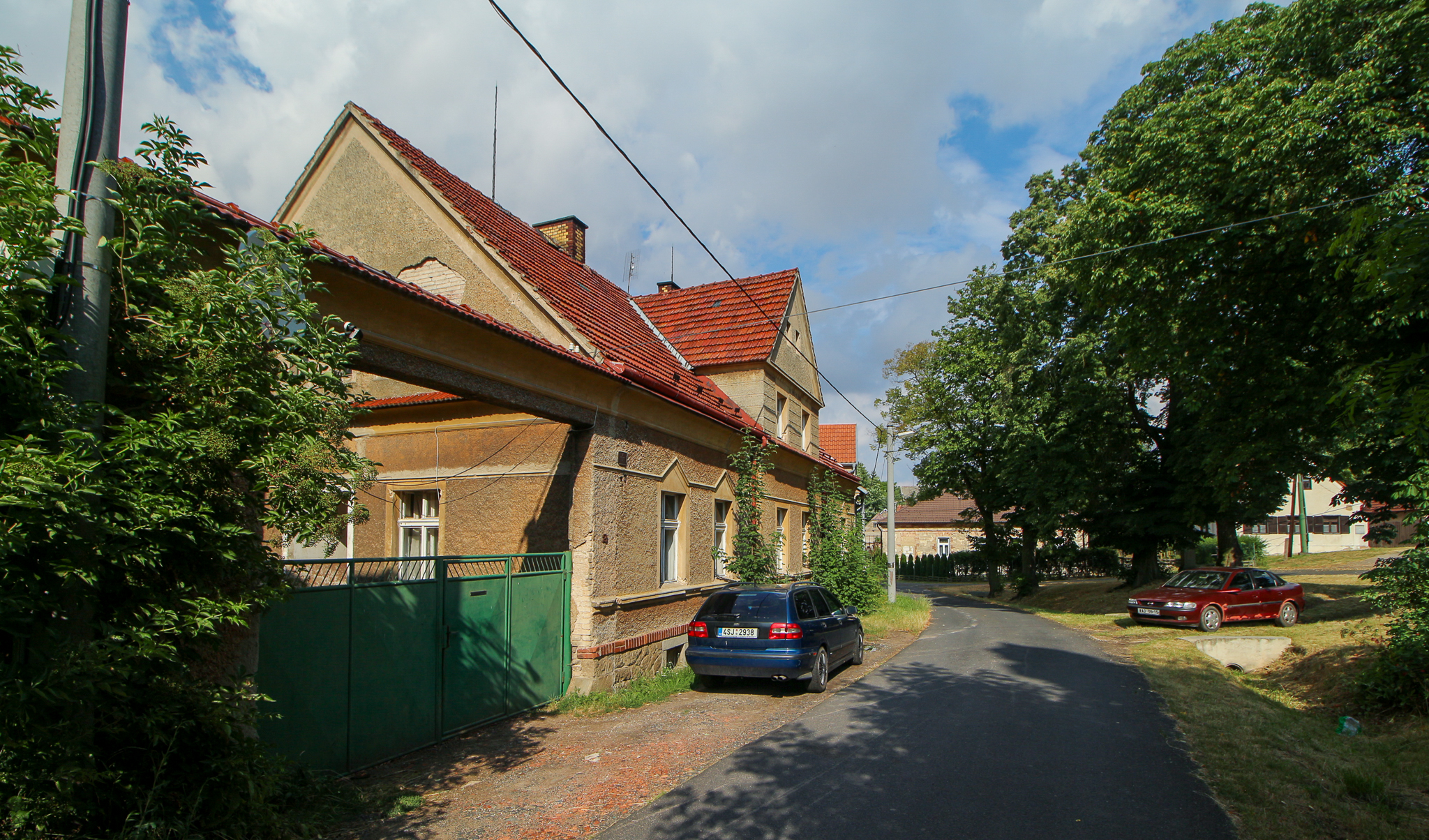
Straat in Veclov
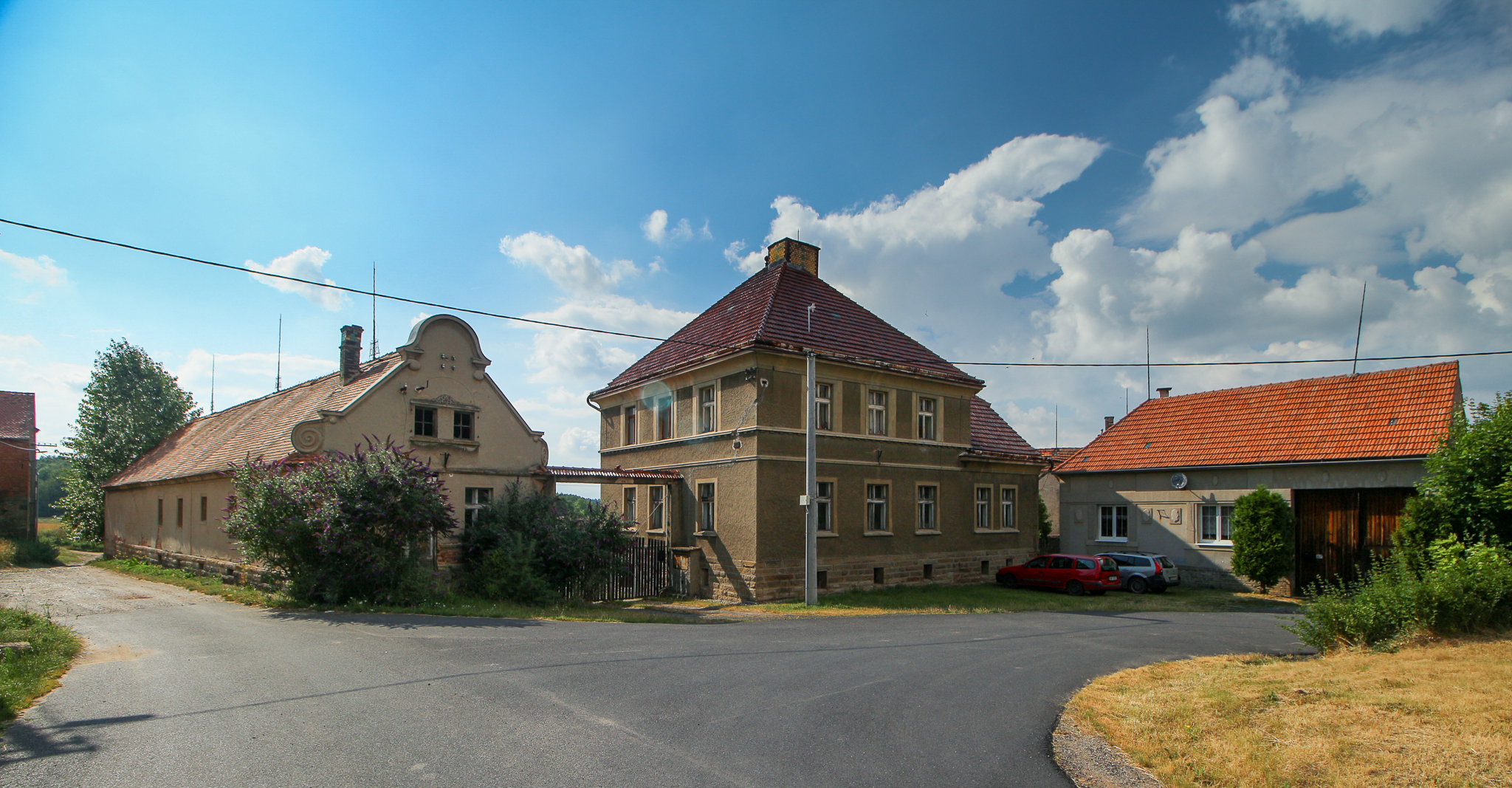
Kruising in Veclov